# Orthetrum ransonnetii
Orthetrum ransonnetii är en trollsländeart som först beskrevs av Brauer 1865.  Orthetrum ransonnetii ingår i släktet Orthetrum och familjen segeltrollsländor. Inga underarter finns listade i Catalogue of Life.